# Карневил
Карневил (фр. Carneville) насеље је и општина у северној Француској у региону Доња Нормандија, у департману Манш која припада префектури Шербур-Октевил.
По подацима из 2011. године у општини је живело 224 становника, а густина насељености је износила 32,56 становника/km². Општина се простире на површини од 6,88 km². Налази се на средњој надморској висини од 80 метара.

## Демографија
| 1962. | 1968. | 1975. | 1982. | 1990. | 1999. | 2011. |
| ----- | ----- | ----- | ----- | ----- | ----- | ----- |
| 169   | 194   | 177   | 213   | 241   | 222   | 224   |

График промене броја становника у току последњих година